# Zamek w Brońce
Zamek w Brońce – wybudowany w drugiej połowie XIII w. w  Brońce.

## Historia
Pierwsze fortyfikacje, zajmujące niewielki obszar, zbudowano na górze jakiś czas po inwazji Mongołów. Mury zamku były używane w wojnie między węgierskim królem Belem IV i jego synem Stefanem V węgierskim, który często występował przeciwko władzy ojca, podnosząc bunt przeciwko niemu. W 1273 r. zamek został wymieniony w dokumencie króla Węgier Władysława IV Kumańczyka, który pisał, że zamek został wzięty z wrogami jego ojca, króla Stefana V węgierskiego. Zamek był również wymieniony w 1291 r. w dokumencie króla Andrzeja III. Według umowy między Andrzejem III a austriackim księciem Albrechtem I Habsburgiem ten pierwszy musiał zniszczyć kilka małych twierdz granicznych, wśród których był zamek w  Brońce. W dokumentach z 1321 r. opisywane są już jedynie ruiny zamku. Do naszych czasów obiekt całkowicie zniknął z powierzchni ziemi, pozostały jedynie ślady wieży mieszkalnej.